# Silpha tyrolensis
Silpha tyrolensis ist ein Käfer aus der Familie der Aaskäfer (Silphidae).

## Merkmale
Die Imagines erreichen Körperlängen von 12 bis 16 mm. Sie sind bräunlich bis schwarz gefärbt und fettglänzend. Die häufigere schwarze Variante wird auch als var. nigrita (Creutzer) bezeichnet. Die Deckflügel haben (ohne Nahtrippe) je drei Längsrippen. Vom Kopf bis zum vorderen Bereich der Deckflügel gleichmäßig, im Bereich der Schulterrippen auf den Deckflügeln unregelmäßig und ungleich punktiert. Die Flügel sind komplett ausgebildet, werden aber wohl kaum, möglicherweise überhaupt nicht zum Fliegen genutzt.
Die Larven erreichen je nach Stadium Körperlängen von 8 bis 20 mm. Sie sind in allen Stadien schwarz mit grünlichem Metallglanz. Ihre Stirn ist leicht beborstet und die Rückseite mit dicht stehenden, sehr kurzen Haaren bedeckt.

## Verbreitung
Die Käfer sind in Europa boreomontan verbreitet. In Mitteleuropa sind sie sub- bis hochalpin (einschließlich Pyrenäen und Sierra de Guadarrama), sowie in höheren Mittelgebirgen vorkommend. Das Verbreitungsgebiet umfasst West- und Zentraleuropa: Gebirge der Iberischen Halbinsel, französisches Zentralmassiv, Alpen und sehr selten in den Mittelgebirgen nördlich davon, mit einem isolierten Vorposten bei Jeseník in der Tschechischen Republik als nordöstlicher Verbreitungsgrenze; außerdem verbreitet in Großbritannien (ohne Irland). Überraschenderweise wurden 2020 einige Individuen aus Belgien, die bereits früher in der Sammlung des Haute École Provinciale de Hainaut-Condorcet in Ath vorlagen, als Silpha tyrolensis bestimmt.

## Lebensweise
Tagsüber sind die Käfer aktiv und verbergen sich nachts unter Steinen und Moosen. Bei Beunruhigung scheiden sie einen bräunlichen Tropfen über ihre Analöffnung aus und verfallen gelegentlich in Schreckstarre. Die Imagines und Larven haben eine omnivore Ernährungsweise. In Versuchen fraßen die Imagines und Larven bspw. Rind- und Schweinefleisch, Insektenaas und Blattgemüse, sowie Obst. Die Eiablage findet mit zehn gelblich-weißen Eiern in einer Erdhöhle statt. Die Larven entwickeln sich im Sommerverlauf zu Imagines und überwintern in diesem Stadium, während die Altkäfer aus dem Vorjahr absterben.